# Disney+
Disney+ este un serviciu de streaming deținut de Walt Disney Company. Cea mai mare parte a conținutului său este format din filme și seriale de televiziune produse de Walt Disney Studios și Walt Disney Television, precum și de alte mărci deținute de Disney, cum ar fi Pixar, Marvel, Războiul Stelelor și National Geographic. În Statele Unite Disney deservește conținut pe alte platforme deținute - programe generale pe Hulu și orientat către sport pe ESPN+, astfel Disney+ se concentrează pe divertismentul familial bazat în jurul mărcilor Disney. 
Producția de filme și seriale de televiziune pentru lansare exclusivă pe platformă a început la sfârșitul anului 2017.
Disney+ a fost lansat prima dată în Olanda, pe 12 septembrie 2019, ca un serviciu free trial (încercare gratuită). Disney+ a debutat oficial pe 12 noiembrie 2019, în Statele Unite, Canada și Olanda. Serviciul a fost extins în Australia, Noua Zeelandă și Puerto Rico o săptămână mai târziu și s-a extins în diferite țări din Europa de Vest la 24 martie 2020. A devenit disponibil în India în aprilie 2020 și Japonia în iunie 2020. La lansare, serviciul a primit o recepție pozitivă a bibliotecii sale de conținut, dar a fost criticat pentru probleme tehnice. Modificările aduse filmelor și serialelor de televiziune au atras atenția mass-media. 
Extinderi suplimentare sunt planificate pentru restul țărilor din Europa de Vest pe 15 septembrie 2020, împreună cu Europa de Nord, iar pentru America Latină pe 17 noiembrie 2020. De asemenea lansări sunt planificate în Europa de Est în 2021 , și Asia de-a lungul a doi ani, începând din iunie 2020, întrucât tranzacțiile de distribuție internațională de streaming Disney existente cu serviciile concurente expiră.

## Lansare
Disney+ a fost lansat pe 12 noiembrie 2019 în SUA, Olanda și Canada, mai apoi fiind extins o săptămână mai târziu în Australia, Noua Zeelandă și Puerto Rico. 

Pe 24 martie 2020, a fost extins în Spania, Italia, Elveția, Germania, Austria, Regatul Unit și Irlanda. Mai apoi a fost lansat pe 2 aprilie 2020 în Insulele Canalului și Insula Man, pe 3 aprilie în India, drept Disney+ Hotstar, pe 7 aprilie în Franța și pe 30 aprilie în Monaco, Wallis și Futuna, Noua Caledonie, Indiile Franceze de Vest și Guiana Franceză. 

Pe 11 iunie 2020, a avut loc o lansare limitată în Japonia, pentru clienții NTT Docomo, mai apoi urmând Disney+ să fie extins general în octombrie 2021. 

Pe 5 septembrie 2020 Disney+ Hotstar a fost extins în Indonezia, iar pe 15 septembre 2020 Disney+ a fost extins în Danemarca (inclusiv Groenlanda), Islanda, Suedia, Norvegia, Luxemburg, Finlanda, Belgia și Portugalia. 
 Pe 2 octombrie 2020, serviciul a fost extins în Réunion, Mauritius și Mayotte, iar pe 17 noiembrie în America Latină. 
 Pe 23 februarie a fost lansat Star, un nou brand în Disney+ pentru conținut de audiență generală, în Europa, Canada, Australia și Noua Zeelandă, dată în care serviciul s-a extins și în Singapore. 

Disney+ Hotstar a fost extins în Malaysia pe 1 iunie 2021 și în Thailanda pe 30 iunie 2021. 

Pe 12 august 2021 a fost anunțat că serviciul va fi lansat în noiembrie 2021 în Coreea de Sud, Hong Kong și Taiwan și în vara lui 2022 în Europa de Est, câteva teritorii din Orientul Mijlociu și Africa de Sud.
Pe 14 iunie 2022, Disney+ a fost lansat in România și alte 34 de țări.

Disponibilitatea Disney+ la nivel global.
Disponibil deja.🟦Disponibil ca Disney+ hotstar
Lansare anunțată
Nici un anunț făcut.

     Disponibil deja.
     Lansare anunțată
     Nici un anunț făcut.
| Dată Lansare       | Țară/Teritoriu                              | Partener(i) Lansare                              |
| ------------------ | ------------------------------------------- | ------------------------------------------------ |
| 12 noiembrie 2019  | Canada                                      | Niciunul                                         |
| 12 noiembrie 2019  | Țările de Jos                               | Niciunul                                         |
| 12 noiembrie 2019  | Statele Unite ale Americii                  | Verizon                                          |
| 19 noiembrie 2019  | Australia                                   | Niciunul                                         |
| 19 noiembrie 2019  | Noua Zeelandă                               | Niciunul                                         |
| 19 noiembrie 2019  | Puerto Rico                                 | Niciunul                                         |
| 24 martie 2020     | Austria                                     | Niciunul                                         |
| 24 martie 2020     | Germania                                    | Telekom                                          |
| 24 martie 2020     | Irlanda                                     | Sky                                              |
| 24 martie 2020     | Italia                                      | Telecom Italia                                   |
| 24 martie 2020     | Spania                                      | Movistar+                                        |
| 24 martie 2020     | Elveția                                     | Niciunul                                         |
| 24 martie 2020     | Regatul Unit                                | Sky, O2                                          |
| 2 aprilie 2020     | Insulele Canalului                          | Niciunul                                         |
| 2 aprilie 2020     | Insula Man                                  | Niciunul                                         |
| 3 aprilie 2020     | India                                       | Hotstar                                          |
| 7 aprilie 2020     | Franța                                      | Canal+                                           |
| 30 aprilie 2020    | Monaco                                      | Niciunul                                         |
| 30 aprilie 2020    | Wallis și Futuna                            | Canal+ Calédonie                                 |
| 30 aprilie 2020    | Noua Caledonie                              | Canal+ Calédonie                                 |
| 30 aprilie 2020    | Indiile Franceze de Vest                    | Canal+ Caraïbes                                  |
| 30 aprilie 2020    | Guiana Franceză                             | Canal+ Caraïbes                                  |
| 11 iunie 2020      | Japonia                                     | NTT Docomo                                       |
| 5 septembrie 2020  | Indonezia                                   | Hotstar, Telkomsel                               |
| 15 septembrie 2020 | Belgia                                      | Niciunul                                         |
| 15 septembrie 2020 | Danemarca                                   | Niciunul                                         |
| 15 septembrie 2020 | Finlanda                                    | Niciunul                                         |
| 15 septembrie 2020 | Groenlanda                                  | Niciunul                                         |
| 15 septembrie 2020 | Islanda                                     | Niciunul                                         |
| 15 septembrie 2020 | Luxemburg                                   | Niciunul                                         |
| 15 septembrie 2020 | Norvegia                                    | Niciunul                                         |
| 15 septembrie 2020 | Portugalia                                  | Niciunul                                         |
| 15 septembrie 2020 | Suedia                                      | Niciunul                                         |
| 2 octombrie 2020   | Réunion                                     | Canal+ Réunion                                   |
| 2 octombrie 2020   | Mayotte                                     | Canal+ Mayotte                                   |
| 2 octombrie 2020   | Mauritius                                   | Canal+ Maurice                                   |
| 17 noiembrie 2020  | Argentina                                   | Cablevisión                                      |
| 17 noiembrie 2020  | Bolivia                                     | Visa                                             |
| 17 noiembrie 2020  | Brazilia                                    | Globoplay, Bradesco, Next, Mercado Livre și Vivo |
| 17 noiembrie 2020  | Caraibe                                     | Visa                                             |
| 17 noiembrie 2020  | Chile                                       | Visa                                             |
| 17 noiembrie 2020  | Columbia                                    | Visa                                             |
| 17 noiembrie 2020  | Costa Rica                                  | Visa                                             |
| 17 noiembrie 2020  | Ecuador                                     | Visa                                             |
| 17 noiembrie 2020  | El Salvador                                 | Visa                                             |
| 17 noiembrie 2020  | Guatemala                                   | Visa                                             |
| 17 noiembrie 2020  | Honduras                                    | Visa                                             |
| 17 noiembrie 2020  | Mexic                                       | Izzi Telecom și MercadoLibre                     |
| 17 noiembrie 2020  | Nicaragua                                   | Visa                                             |
| 17 noiembrie 2020  | Panama                                      | Visa                                             |
| 17 noiembrie 2020  | Paraguay                                    | Visa                                             |
| 17 noiembrie 2020  | Peru                                        | Visa                                             |
| 17 noiembrie 2020  | Uruguay                                     | Visa                                             |
| 17 noiembrie 2020  | Venezuela                                   | Niciunul                                         |
| 23 februarie 2021  | Singapore                                   | StarHub                                          |
| 1 iunie 2021       | Malaysia                                    | Hotstar, Astro                                   |
| 30 iunie 2021      | Thailanda                                   | Hotstar, AIS                                     |
| 12 noiembrie 2021  | Coreea de Sud                               | LG U+, KT                                        |
| 12 noiembrie 2021  | Taiwan                                      | Taiwan Mobile                                    |
| 16 noiembrie 2021  | Hong Kong, China                            | Hong Kong Broadband Network                      |
| 18 mai 2022        | Africa de Sud                               |                                                  |
| 8 iunie 2022       | Algeria                                     |                                                  |
| 8 iunie 2022       | Bahrain                                     |                                                  |
| 8 iunie 2022       | Egipt                                       |                                                  |
| 8 iunie 2022       | Irak                                        |                                                  |
| 8 iunie 2022       | Iordania                                    |                                                  |
| 8 iunie 2022       | Kuwait                                      |                                                  |
| 8 iunie 2022       | Liban                                       |                                                  |
| 8 iunie 2022       | Libia                                       |                                                  |
| 8 iunie 2022       | Maroc                                       |                                                  |
| 8 iunie 2022       | Oman                                        |                                                  |
| 8 iunie 2022       | Palestina                                   |                                                  |
| 8 iunie 2022       | Qatar                                       |                                                  |
| 8 iunie 2022       | Arabia Saudită                              |                                                  |
| 8 iunie 2022       | Tunisia                                     |                                                  |
| 8 iunie 2022       | Emiratele Arabe Unite                       |                                                  |
| 8 iunie 2022       | Yemen                                       |                                                  |
| 14 iunie 2022      | Insulele Åland                              |                                                  |
| 14 iunie 2022      | Albania                                     |                                                  |
| 14 iunie 2022      | Andorra                                     |                                                  |
| 14 iunie 2022      | Bosnia și Herțegovina                       |                                                  |
| 14 iunie 2022      | Bulgaria                                    |                                                  |
| 14 iunie 2022      | Teritoriul Britanic din Oceanul Indian      |                                                  |
| 14 iunie 2022      | Croația                                     |                                                  |
| 14 iunie 2022      | Cehia                                       |                                                  |
| 14 iunie 2022      | Estonia                                     |                                                  |
| 14 iunie 2022      | Insulele Feroe                              |                                                  |
| 14 iunie 2022      | Polinezia franceză                          |                                                  |
| 14 iunie 2022      | Teritoriile australe și antarctice franceze |                                                  |
| 14 iunie 2022      | Gibraltar                                   |                                                  |
| 14 iunie 2022      | Grecia                                      |                                                  |
| 14 iunie 2022      | Ungaria                                     |                                                  |
| 14 iunie 2022      | Kosovo                                      |                                                  |
| 14 iunie 2022      | Letonia                                     |                                                  |
| 14 iunie 2022      | Liechtenstein                               |                                                  |
| 14 iunie 2022      | Lituania                                    |                                                  |
| 14 iunie 2022      | Malta                                       |                                                  |
| 14 iunie 2022      | Muntenegru                                  |                                                  |
| 14 iunie 2022      | Macedonia de Nord                           |                                                  |
| 14 iunie 2022      | Insulele Pitcairn                           |                                                  |
| 14 iunie 2022      | Polonia                                     |                                                  |
| 14 iunie 2022      | România                                     |                                                  |
| 14 iunie 2022      | Saint Pierre și Miquelon                    |                                                  |
| 14 iunie 2022      | Sfânta Elena                                |                                                  |
| 14 iunie 2022      | San Marino                                  |                                                  |
| 14 iunie 2022      | Serbia                                      |                                                  |
| 14 iunie 2022      | Sint Maarten                                |                                                  |
| 14 iunie 2022      | Slovacia                                    |                                                  |
| 14 iunie 2022      | Slovenia                                    |                                                  |
| 14 iunie 2022      | Svalbard și Jan Mayen                       |                                                  |
| 14 iunie 2022      | Turcia                                      |                                                  |
| 14 iunie 2022      | Vatican                                     |                                                  |
| 16 iunie 2022      | Israel                                      | Da                                               |
| 17 noiembrie 2022  | Filipine                                    | Hotstar, Globe                                   |